# Линуа, Шарль
Граф Шарль-Александр-Леон Дюран Линуа (фр. Charles-Alexandre Léon Durand Linois; 27 января 1761, Брест, Финистер — 2 декабря 1848, Версаль, Ивелин) — французский адмирал.

## Биография
Шарль-Александр-Леон Дюран Линуа родился 27 января 1761 года в Бресте, Франция.
Поступил на службу во флот в Бресте 1 октября 1776 года на линейный корабль César.
Участвовал в войне за независимость США. 2 февраля 1779 года Шарль Линуа произведён в чин лейтенанта фрегата (lieutenant de frégate) и назначен на 74-пушечный корабль Scipion. 1 июня 1781 года был произведён в чин энсина порта (enseigne de vaisseau et de port), а в 1784 году — в чин младшего лейтенанта порта (sous-lieutenant de port), и 1 мая 1789 года — в чин лейтенанта (lieutenant).
В 1791 году Шарль Линуа был произведён в чин лейтенанта корабля (lieutenants de vaisseau, соответствует чину капитан-лейтенанта) и получил под командование 36-пушечный фрегат l'Atalante, на котором плавал у берегов Индии и Северной Америки. 7 мая 1794 года, командуя фрегатом Atalante и корветом Levrette, атаковал британский торговый конвой у берегов Корка, однако был вынужден вступить в бой с британским 74-пушечным кораблем Swiftsure и 64-пушечным St Albans и после ожесточённого сражения спустил флаг.
После обмена пленными Линуа возвратился в Брест, где 2 ноября 1794 года был произведён в чин капитана корабля (capitaine de vaisseau, соответствует чину капитан первого ранга). 10 июня следующего года назначен командиром 74-пушечного корабля Le Formidable, на котором участвовал в сражении у острова Груа, где был дважды ранен, лишился глаза и снова попал в плен. Был обменян на британского капитана и с декабря 1795 года командовал кораблём Nestor.
22 марта 1796 года Шарль Линуа назначен командиром дивизиона (chef de division) из трёх кораблей и четырёх фрегатов и участвовал в экспедиции в Ирландию. Добравшись до залива Бэнтри, решил отказаться от высадки десанта и эскадра возвратилась в Брест, захватив по пути три приза. 22 апреля 1798 года назначен командиром 74-пушечного корабля Jean-Jacques Rousseau.
27 февраля 1799 года назначен начальником штаба военно-морских сил в Бресте, а 8 апреля произведён в чин контр-адмирала. 13 июня 1801 года, направляясь во главе эскадры в Кадис, Шарль Линуа захватил британский шлюп «Спиди» под командованием лорда Томаса Кохрейна, а 6 июля отбил атаку британской эскадры под командованием контр-адмирала сэра Дж. Сумареса при Альхесирасе и захватил севший на мель 74-пушечный корабль HMS Hannibal. Возвращаясь в Кадис в составе франко-испанской эскадры, потерял два испанских корабля в результате боя c преследовавшей британской эскадрой.
С 12 января 1802 года командовал эскадрой из трёх линейных кораблей и трёх фрегатов в Сан-Доминго. С 13 января 1803 года командовал эскадрой в Ост-Индии. 15 февраля 1804 года у входа в Малаккский пролив его эскадра пыталась захватить неохраняемый торговый караван Ост-Индской компании под командованием коммодора Н. Данса, но Шарль Линуа действовал нерешительно и, не доведя атаку до конца, бежал.

13 марта 1806 года при возвращении во Францию его эскадра (74-пушечный корабль Marengo и 40-пушечный фрегат la Belle-Poule наткнулась на британскую эскадру под командованием вице-адмирала Д. Б. Уоррена и после ожесточённого сражения была захвачена. На этот раз недовольный им Наполеон I обменивать Шарля Линуа не стал.

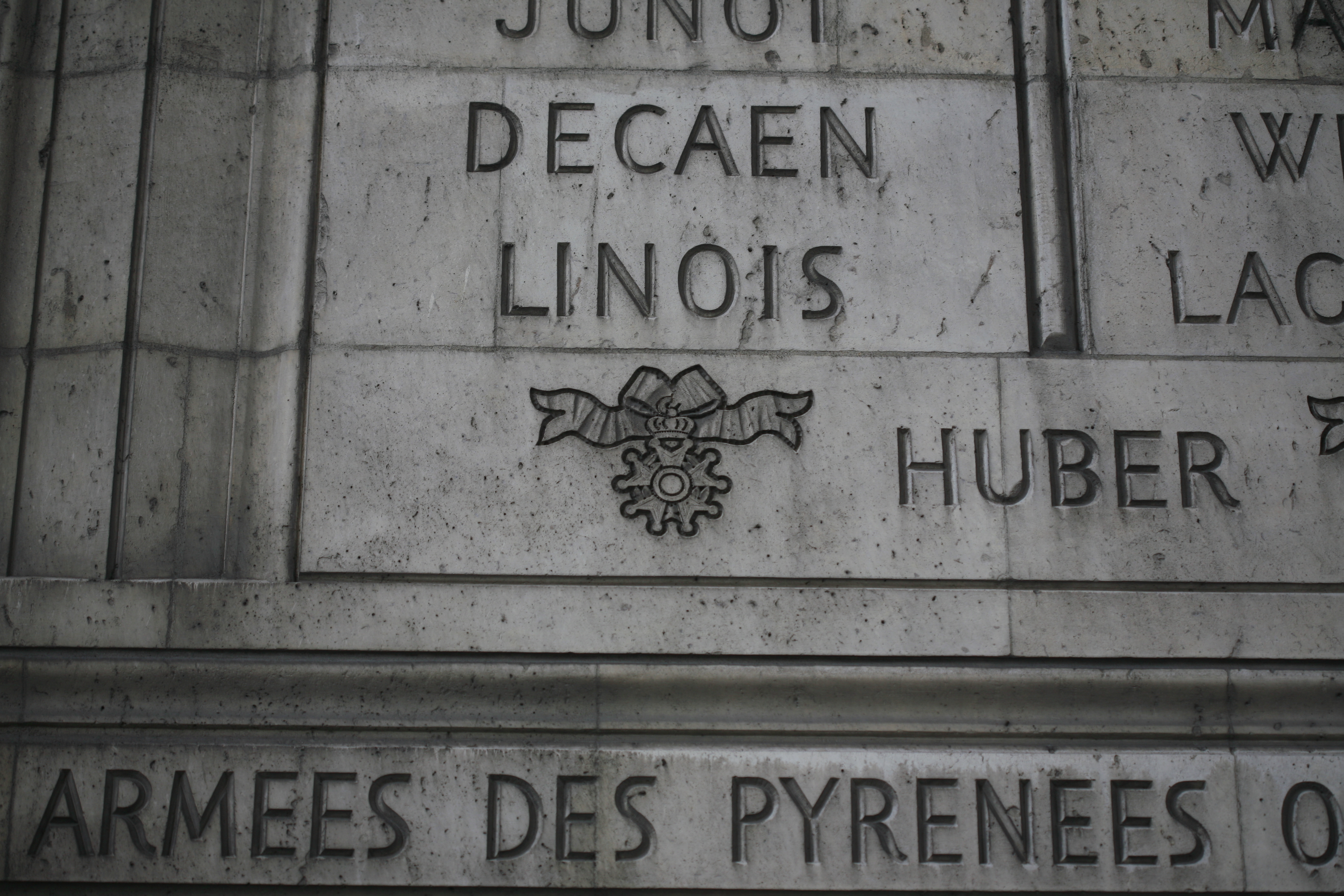
Фамилия Шарля Линуа (Linois) на одной из стен Триумфальной арки в Париже, Франция

Освобождён из плена в 1814 году и 13 июня назначен губернатором Гваделупы, а 5 июля награждён орденом Святого Людовика. Во время Ста дней поддержал Наполеона, и после его поражения 10 августа 1815 года сдался англичанам. 26 декабря 1815 года Шарль Линуа был предан военному суду, но 11 марта 1816 года полностью оправдан.
18 апреля 1816 года Шарль Линуа был отправлен в отставку. 1 марта 1831 года король Луи-Филипп сделал его великим офицером ордена Почётного легиона, а позднее приказал вырезать его имя на западной стене Триумфальной арки.
Шарль Линуа умер 2 декабря 1848 года в Версале, Франция.